# Безъядерная Новая Зеландия
Безъя́дерная Но́вая Зела́ндия (англ. Nuclear-free New Zealand) — принцип внутренней и внешней политики Новой Зеландии, накладывающий полный запрет на использование ядерной энергии в стране, а равно запрет на постоянное или временное присутствие в стране ядерного оружия и ядерных энергетических установок. Данный политический принцип страны определяется международной концепцией безъядерных зон.
В 1984 году Новая Зеландия запретила заход в свои территориальные воды для всех судов и кораблей с ядерным оружием на борту либо с ядерными энергетическими установками. В 1985 году Новая Зеландия совместно с другими странами региона подписала Договор о безъядерной зоне в южной части Тихого океана В 1987 году Новая Зеландия законодательно закрепляет безъядерный статус своей территории, своего воздушного пространства и территориальных вод принятием Указа о безъядерной зоне, разоружении и контроля над вооружением ( New Zealand Nuclear Free Zone, Disarmament, and Arms Control Act)
Принятие безъядерного статуса вызвало невозможность захода кораблей Военно-морского флота США в Новую Зеландию, в результате чего США сняли свои обязательства по участию в обеспечении безопасности страны, а Новая Зеландия приостановила своё участие в военном блоке АНЗЮС, хотя и не вышла из него. США продолжают настаивать на возможности пересмотра возможности захода их кораблей, связывая это с дальнейшим продолжением двухсторонних переговоров о введении режима свободной торговли между двумя странами.
Все крупные партии Новой Зеландии поддерживают сохранение безъядерного статуса своей страны.